# Víctor Català
Pour les articles homonymes, voir Catala, Montseny, Albert et Paradis (homonymie).
Català i Montseny est un nom catalan. Le premier nom de famille, paternel, est Català ; le second, maternel, souvent omis, est Montseny ; les deux sont fréquemment liés par la conjonction « i ».
Víctor Català i Montseny de son nom de plume, née Caterina Albert i Paradís le 11 septembre 1869 à L'Escala et morte le 27 janvier 1966  dans la même commune, est une écrivaine espagnole d'expression catalane partie prenante du mouvement moderniste. Elle est notamment connue pour son roman Solitude publié en 1905
La première reconnaissance de ses dons littéraires fut le premier prix aux Jeux Floraux de 1898. Rapidement, elle prendra comme pseudonyme Víctor Català, nom du protagoniste d’un de ses romans inachevés. Malgré l'enthousiasme qu'elle a manifesté pour le monde du théâtre et ses débuts poétiques, le genre qu'elle maîtrise le mieux est le roman. La force de son style et sa grande richesse lexicale seront des éléments déterminants de l'ensemble de son œuvre. Déjà âgée, elle reçut l'hommage des écrivains catalans. Elle est décédée dans sa ville natale en 1966. Elle est enterrée dans l'ancien cimetière de L'Escala . Son pseudonyme complet était Víctor Català i Montseny .

## Biographie

### Enfance (1869-1887)
Caterina Albert i Paradís est née le 11 septembre 1869 dans la maison familiale, rue Enric Serra, de L'Escala (Alt Empordà). Elle était la fille aînée de Dolors Paradís Farrés et de Lluís Albert Paradeda, tous deux riches propriétaires terriens. Son père a été avocat, maire de L'Escala et député provincial. Ses frères et sa sœur, plus jeunes, se nommaient Francesc, Martí et Amélia. Elle a grandi dans la maison louée Carrer de València, à Barcelone et dans la maison familiale de l'Escala,.
Autodidacte, elle a bénéficié principalement de cours à domicile. Elle a reçu une forte influence intellectuelle de sa grand-mère maternelle (Caterina Farrés et Sureda) et de sa mère. Comme Caterina Albert le reconnaît dans une lettre, elle n'a suivi aucune étude "pour être l’ainée" de la fratrie et "ne pas devoir laisser les personnes âgées, d’une santé délicate" . Malgré cela, elle fréquente brièvement l'école municipale en 1873 à l'âge de quatre ans et, si l’on se réfère à son livre « Mosaic » (1946), elle n’en garde pas un bon souvenir. Elle est également interne dans une école de religieuses à Gérone durant une année pendant son adolescence, où elle apprend le français et le piano.
Dans le domaine des arts, elle fait ses premiers pas dans la peinture et la sculpture à l'adolescence avec son grand-père  (Josep Anton Albert i Massot). Elle reçoit également l’enseignement du peintre sévillan Félix-Antonio Alarcón lors de son installation dans la maison de la famille Albert i Paradis entre 1883 et 1884. Auprès de lui, elle acquiert la maîtrise de la peinture à l’huile. Ainsi, par exemple, en 1896, elle participe, avec un portrait, à la troisième édition de l'Exposition des Beaux-Arts et des Industries Artistiques de Barcelone.
Elle suit également des cours de flûte avec Rossend Mercader et de piano avec Salvador Mundi. Enfin, en 1900, elle suit des cours de sculpture avec le maître Josep Carcassó, neveu des Sitjar-Carcassó, amis de la famille qui l’influencent et lui permettent de connaître des personnalités du monde artistique, tel son représentant littéraire, Fèlix Clos .  À partir de 1884, ses visites à Barcelone sont de plus en plus fréquentes. Elle profite de l'offre culturelle de la ville. C'est à moment-là qu'elle commence des échanges épistolaires avec des personnalités de l'époque tels Joan Maragall, Narcís Oller et Francesc Matheu.

### Premières années, le modernisme
Elle commence sa carrière littéraire très jeune, en collaborant à l'Almanach de l'Esquella de la Torratxa. Dans cette publication de caractère satirique, elle y publia ses premiers textes —poèmes de thématique amoureuse— entre 1897 et 1900 sous le pseudonyme de Virgili d'Alacseal.
À la fin du siècle, en 1898, elle se présente aux Jeux Floraux d'Olot (Jocs Florals d'Olot) avec le poème Lo llibre nou et le monologue La infanticida. Les deux œuvres sont primées. Mais, le monologue scandalisa le jury lorsqu'il apprit que cette pièce de théâtre, si poignante par sa thématique, était écrite par une jeune auteure de l'Escala. Dès lors, Caterina Albert s'est cachée derrière le pseudonyme Víctor Català, inspiré d'un personnage du roman Càlzer d'amargor, qu'elle était en train d'écrire. Tout au long de sa vie, elle signera toutes ses œuvres de ce pseudonyme.
Le premier livre qui a vu le jour fut le recueil de poèmes Lo cant dels mesos (1901) en l’honneur du mariage de Josepha Carcassó et Miquel Sitjar. Ceux-ci encouragent sa vocation littéraire et la poussent à publier dans la revue L'Avenç. 
Caterina Albert avait aussi une vocation artistique malheureusement, elle ne l’a jamais développée. Elle dessinait, peignait et sculptait. De ces œuvres, il n’y a eu qu’une unique exposition au Cercle artistique de Sant Lluc en décembre 1955.
Joaquim Folch i Torres, un de ses grands amis, est une des personnes qui l'ont soutenue et mise en avant. Lorsqu'elle a commencé sa trajectoire d'écrivaine professionnelle, elle s’y est exclusivement consacrée. En 1901, L'Avenç a publié 4 monòlegs. C’est le seul recueil de monologues publié de son vivant.  Puis, elle commença sa collaboration littéraire avec la revue moderniste Joventut (1900-1906). Cette publication, une véritable vitrine publique, lui a permis de s’affirmer en tant qu’écrivaine.
Elle écrit, ensuite, ses premiers «drames ruraux» c’est-à-dire, les contes les plus noirs et poignants de sa production. 1902, est la date où le recueil des « drames ruraux » et le mystère de son pseudonyme commença à être connu. Dans ces échanges épistolaires avec Narcís Oller, Joan Maragall, deux de ses maîtres, elle évoque l’angoisse de ne plus pouvoir se dissimuler derrière Victor Català.
Sous pseudonyme, elle peut écrire ce qui lui plait, sans que sa littérature ait une limite morale. La société du moment ne voyait pas d’un bon œil qu’une femme écrive et qu’elle le fasse sur les thèmes qui étaient les siens.
En 1902, commencent les premières critiques portant pour écrire sur l’aspect le plus sombre de la condition humaine. Plus tard elle publie un autre recueil de contes, Ombrívoles (1904) dans L’Avenç et son second recueil de poèmes, Llibre blanc (1905) chez l’éditeur Francesc Matheu, Ilustració Catalana. Dans les revues de Matheu, Il·lustració Catalana (1903-1917) et Catalana (1918-1921), elle publiera des récits moins dramatiques et quelques poèmes.
Entre 1904 et 1905, son roman Solitude paru sous forme de feuilleton dans la revue Joventut puis publié sous forme de livre. Ce sera un succès. À partir de ce moment, elle se consacre à l’écriture. Elle publie ensuite le recueil de récits Caires vius (1907) dans la Biblioteca Joventut. Là, commence son premier silence littéraire, conséquence du mouvement du  noucentisme.

### Seconde étape à partir de 1907
À partir de 1923, elle publiera dans la collection populaire la Novel la d’Ara diverses nouvelles.
En 1926, quand le Noucentisme est déjà dépassé elle tente de s’introduire dans le monde littéraire du moment avec la publication de son ultime roman Un film. En 1920 elle avait publié le recueil de récits La mare balena où se dénote une évolution certaine de son esthétique littéraire. Dans cette dernière œuvre, elle ne se réfère pas seulement au caractère le plus sombre de la vie.
Durant toute sa carrière littéraire, elle reste en relation avec les Jeux Floraux de Barcelone qu'elle présida en 1917. Mis à part, son appartenance à cette association elle est membre de l’Académie de la Langue Catalane depuis 1915, et elle est membre de l’Académie des Bonnes Lettres de Barcelone à partir de 1923. En 1924, elle gagne le second prix de l’Englantine d’or aux Jeux Floraux de Barcelone avec le poème Cavalls del port. Il ne faut pas oublier son travail en tant que folkloriste et archéologue (elle recueille et classe des antiquités grecques et romaines à Empúries). La guerre civile espagnole provoque chez Víctor Català une deuxième période de silence littéraire.  

### Après-guerre
Ce ne sera qu’en 1944 qu'une autre de ses œuvres verra le jour. Ce sera son premier recueil de récits en castillan : Retablo (1944). Deux années plus tard, elle publiera un recueil de proses littéraires sur des sujets domestiques, Mosaic (1946), aux éditions Dalmau ; cette œuvre sera celle qui marque le début des éditions en catalan pour cette maison d’édition. Quelques années plus tard, elle commence une relation professionnelle prolifique avec la maison d’édition Selecte, dans laquelle elle publie Vida molta (1950) et Jubileu (1951), ses derniers recueils de récits, et ses Œuvres complètes (1951, 1972). Après sa mort, Selecte rééditera l’ensemble de son œuvre. 

## Patrimoine littéraire de Víctor Català
La route Víctor Català  est créée en 2005, à l’occasion du centenaire de la publication de Solitude et a été impulsée par l’Archive Historique de l’Escala et actuellement le Musée de l’Anxova i la Sal en assure le suivi. Elle est organisée tout au long de l’année. La route, historique et littéraire, passe par le vieux quartier et les environs de l’Escala avec la lecture de textes dans les endroits qui ont inspiré l’auteure. Le parcours commence devant la maison familiale, continue par l’église de Sant Pere, la plage de l’ancien port, la Punta, le jardin du Clos del Pastor, l’ancien lavoir public et la fontaine, l’ermitage de Santa Reparada de Cinclaus, et finit devant sa tombe au cimetière marin. La maison musée du Clos del Pastor, un des endroits par où passe la route Víctor Català, se compose d'une maison avec un jardin. Elle a été donnée à l’écrivaine Caterina Albert en reconnaissance de son activité littéraire. Actuellement, c’est le siège du Musée Víctor Català. Le jardin du Clos del Pastor a été conçu en 1915 en même temps que la maison par Antònia Bartomeu i Baró, de Reus, grande admiratrice de Víctor Català, et qui a avait l’habitude de passer de longues périodes à l’Escala. Elle a rebaptisé la maison avec le nom de Solitud, qui évoque son œuvre la plus célèbre. Le jardin a été nommé le Clos del Pastor, en référence au personnage du berger dans Solitude.
Bien que l’ermitage de Santa Caterina  n’apparaisse pas dans le roman Solitud ni dans la route Víctor Català, il est régulièrement visité car il a servi de modèle pour l’ermitage de Sant Ponç, lieu autour duquel le roman est construit. Victor Català y décrit avec précision les fêtes patronales qui y sont célébrées chaque année. Petit ermitage sur le territoire de la commune de Torroella de Montgrí, il est lové à l’intérieur de la vallée de Santa Caterina, au nord des montagnes d’Ullà, Santa Caterina et Montplà. De multiples chemins et sentiers y mènent. Le bâtiment est de style gothique tardif avec des modifications baroques.
Sur le site web Endrets, on trouve un lien entre le quartier de Montflorit, de Cerdanyola del Vallès, et Caterina Albert. L’écrivaine a fait un poème dédié à ce lieu. Vers 1820, on a commencé à construire le quartier résidentiel de Montflorit, avec la tour de la famille Riera-Albert. Víctor Català, sœur d’Amèlia Albert, la propriétaire, y a séjourné quelque temps. À l’après-guerre, lors de l’été de 1942, elle écrit un poème dédié à ce quartier de Cerdanyola, qui était beaucoup plus idyllique que maintenant.

### Les amis littéraires de Victor Català
Caterina Albert, au cours de sa longue existence, va développer de profondes amitiés littéraires et culturelles avec énormément de personnes. Des amitiés d’une vie entière qu'attestée une intense correspondance notamment avec Joan Maragall. En plus de ce dernier, il y avait Àngel Guimerà, Narcís Oller, Francesc Matheu, Lluís Via, Joaquim Ruyra, Prudenci Bertrana, Carles Rahola, Regina Opisso, Maria Luz Morales et Maria Ventós, entre autres. Beaucoup de ces premières amitiés ont disparu de son environnement, ce qui l’a naturellement beaucoup affecté. C'est le cas d'Àngel Guimerà, de Narcís Oller et Joan Maragall. Chaque jour, de nouvelles amitiés générationnelles se sont nouées comme Joan Oller i Rabassa, Aurora Bertrana, Mercè Rodoreda, Octavi Saltor, Josep Miracle, Josep Grahit, Joaquim Pla, Tomàs Roig i Llop, Artur Llopis, Joaquim Folch i Torres, Màrius Cabré, etc.

#### Les sept péchés capitaux
Les preuves d’estime et d’admiration envers Caterina Albert se sont poursuivies après le grand hommage qu’elle reçut le 27 septembre de 1959. En 1962 elle reçut la visite d’écrivains qui lui offrirent le premier exemplaire du livre Les sept péchés capitaux revisités par 21 conteurs. Les 21 auteurs du livre furent les suivants : Joaquim Carbo, Rosa Leveroni, Miquel Llor, Josep Antoni Baixeras, Salvador Espriu, Jordi Sarsenedas, Francesc Nel.lo, Manuel de Pedrolo, Mercé Rodoreda, Sebastià Estradé, Ramon Folch i Camarasa, Ernest Martinez Ferrando, Mauricio Serrahima, Carles Soldevila, Estanislau Torres, Albert Jané, Jordi Maluquer, Joan Perucho, Pere Calders, Maria-Aurèlia Capmany i Josep Maria Espinàs. L’intention de ces écrivains n’était rien d’autre que celle exprimée à la première page du livre :  “Vint-i-un contistes, représentant totes les tendències de la nostra literatura, s’han enfrontat amb els set pecats capitals en homenatge a Víctor Català”.
(Vingt-et-un conteurs représentants toutes les tendances de notre littérature ont affronté les sept péchés capitaux en hommage à Victor Català)

### Hommages
Le pseudonyme de Caterina Albert apparaît dans différents espaces publics de différentes localités en hommage à son œuvre littéraire. Nous trouvons par exemple, des rues Victor Català à Figueras, Platja d'Aro et Parets del Vallès, une école Víctor Català au Nou Barris à Barcelone, un jardin Víctor Català à Cadaqués et un jardin Víctor Català à Sant Martí d'Empúries ainsi qu'une bibliothèque Víctor Català à l'Escala.